# Pharacocerus fagei
Pharacocerus fagei är en spindelart som beskrevs av Berland, Millot 1941. Pharacocerus fagei ingår i släktet Pharacocerus och familjen hoppspindlar.

## Underarter
Arten delas in i följande underarter:
- P. f. soudanensis
- P. f. verdieri